# Willem Piso

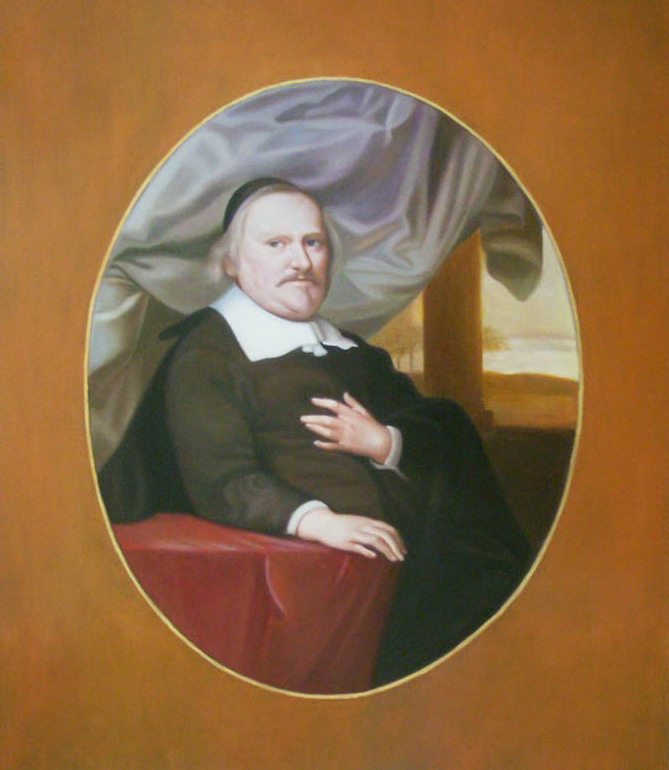
Willem Piso in 1662, door Jan de Baen. Wassenaar, Privécollectie

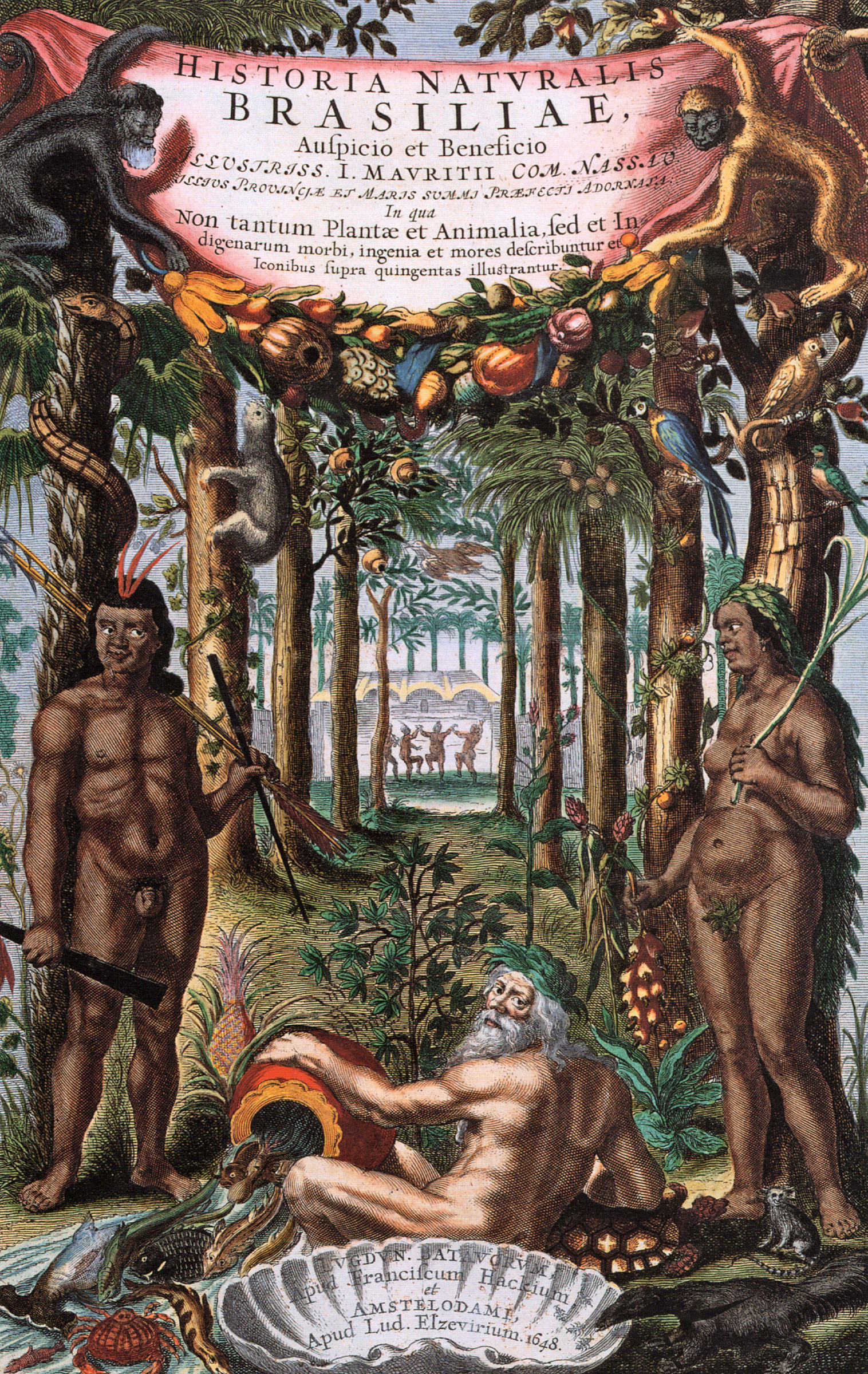
Historia Naturalis Brasiliae - Guilherme Piso

Willem Piso (Leiden, 1611 - begraven Amsterdam, 28 november 1678) was een Nederlandse arts en botanicus. Hij geldt samen met Jacob de Bondt als een van de grondleggers van de tropengeneeskunde. Piso propageerde het eten van verse vis, groente, sinaasappels en limoenen om scheurbuik bij zeelieden tegen te gaan, en het afzien van zoutvlees en vervuild drinkwater tegen nachtblindheid bij soldaten.

## Biografie
Willem Pies werd geboren in Leiden als zoon van organist en luitspeler Hermann Pies uit Kleve en Cornelia van Liesvelt, woonachtig op het Rapenburg. Zijn vader had aanvankelijk ook een aantal jaren geneeskunde gestudeerd, maar daar de brui aangegeven toen hij een aanstelling als organist kreeg in de Hooglandse Kerk. Als 12-jarige liet Willem zich inschrijven aan de universiteit van Leiden. Later vertrok hij naar Caen in Normandië, waar hij in 1633 afstudeerde. Zijn merkwaardige naam Pies had hij inmiddels gelatiniseerd tot Piso(n), wat in de 17e eeuw heel gebruikelijk was.
Toen de West-Indische Compagnie (WIC) hem na het overlijden van Wilhelm van Milaenen een positie aanbood als lijfarts van Johan Maurits van Nassau-Siegen, de gouverneur-generaal van Nederlands-Brazilië, vertrok hij in 1637 naar Recife (Brazilië). Daar voegde hij zich bij wetenschappers als Johannes de Laet, de cartograaf Johannes Vingboons, dominee Franciscus Plante en kunstenaars, onder wie Frans Post, Albert Eckhout, Zacharias Wagener en Pieter Post en de daar aanwezige tuinlieden, onderwijzers, schoenmakers en boeren. Zeven jaar later kwam hij terug uit Recife, tegelijk met de gouverneur-generaal, toen die moeilijkheden had gekregen met de heren XIX, het bestuur van de WIC.
Piso woonde aanvankelijk in Leiden, waar hij zich opnieuw inschreef, maar nadat zijn vader was overleden, kwam hij op aanraden van Barlaeus naar Amsterdam. In 1648 publiceerde hij zijn werk en trouwde hij met Constantia Spranger, de dochter van een aanzienlijk koopman op Archangelsk en tien jaar lang bewindhebber van de WIC. Het echtpaar kreeg drie kinderen, twee stierven op jonge leeftijd.

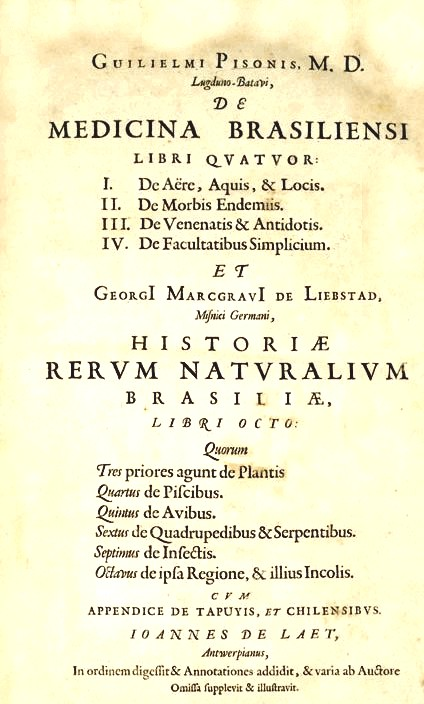
Inhoudsopgave

Zijn aandeel in de Historia Naturalis Brasiliae, de eerste vier boeken, genaamd De Medicina Brasiliensi bevat beschrijvingen van de belangrijkste ziekten, zoals oogziekten, en dysenterie. Daarnaast beschreef hij giffen en heilzame planten in Brazilië. Sommige planten zijn lange tijd in de geneeskunde gebruikt, zoals de Ipecacuanha-wortel tegen buikloop, maar inmiddels verboden. Als eerste behandelde hij de kindersterfte onder kolonisten, beschreef syfilis en behandelde uitvoerig het panacee, "[zo]dat zijn navolgers vrijwel niets eraan konden toevoegen." Hij beschreef ook dieren zoals de krab Aratus pisonii die later naar hem vernoemd is.
In 1658 publiceerde Willem Piso een tweede editie van de "Historia" onder de titel De Indiae Utriusque re naturali et medica. Piso werd door Carl Linnaeus beschuldigd van plagiaat, omdat de voorpagina van het boek enkel zijn eigen naam bevatte en niet die van medeauteur Georg Markgraf, die acht boeken over de aardrijkskunde, de natuurlijke historie en de sterrenkunde schreef. De aantijgingen zijn niet geheel terecht, want Piso maakte duidelijk in het voorwoord dat hij bij Markgraf in de schuld stond, die reeds in 1644 in Angola was overleden. Op de uitgave van 1648 is op de voorpagina helemaal geen naam vermeld.
Piso werd benoemd tot inspecteur van het Collegium Medicum (1655-1670) en werkte als zodanig samen met François de Vicq. Hij was bevriend met Simon van Hoorn. In 1666 verkocht Piso al de juridische boeken van zijn zwager Mattheus Spranger. Piso, woonachtig op de Keizersgracht, is begraven in de tegenoverliggende Westerkerk. Zijn dochter Maria trouwde in 1679 met burgemeester Cornelis Munter.
In 1883 publiceerde Barend Joseph Stokvis zijn Discours d'ouverture, een historische studie over Jacob de Bondt en Willem Piso. In 1960 is een planetoïde naar Willem Piso genoemd.